# گردنه کوهستان

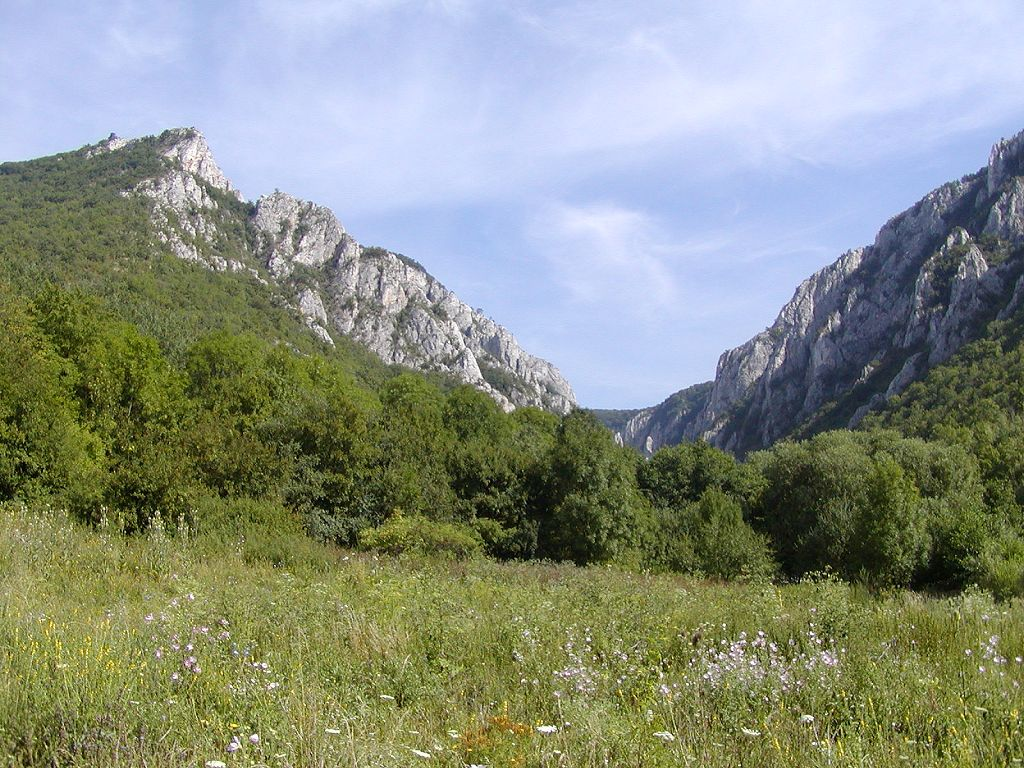
گردنه میان دو کوه در اسلواکی

گردنه جایی از آب‌پخشان کوه است که کمترین بلندی را نسبت به دو قله دو طرف آن دارد. برای گذشتن از یک سمت رشته کوه به طرف دیگر، معمولاً باید از گردنه‌ای گذشت. گردنه‌ها می‌توانند دارای جاده شوسه یا آسفالته، دارای جاده مال‌رو و یا بی‌جاده باشند.

به سخن دیگر، پایین‌ترین نقطه تماس میان آب‌پخشان‌های دو کوه را گردنه می‌خوانند. در دو سوی گردنه عموماً دو دره از هر دو سوی کوه سرازیر می‌شوند که به موجب آن گردنه شکلی همانند زین اسب پیدا می‌کند.
گردنه را در ترکی استانبولی، گچید (geçid) و در ترکی آذربایجانی، گدیک (gedik) می‌خوانند.

## گردنه‌های شناخته‌شده ایران
• گردنه قوچک
• گردنه دیزین
• گردنه گدوک
• گردنه حيران
• گردنه آهوان
• گردنه کولی‌کش
• گردنه قلاجه
• گردنه بیژن
• گردنه کندوان
• گردنه تلو
• گردنه رنگ زرد
• گردنه تنباکویی
• گردنه کوهین
• گردنه قسطینلار
• گردنه گن‌کولام
• گردنه ترک‌بشم
• گردنه آوج
• گردنه لاوش
• گردنه سیاه‌سنگ
• گردنه مشابشم
• گردنه صلوات‌آباد
• گردنه خماری
• گردنه نباتی
• گردنه سربیژن